# Diocesi di Naval
La diocesi di Naval (in latino: Dioecesis Navaliensis) è una sede della Chiesa cattolica nelle Filippine suffraganea dell'arcidiocesi di Palo. Nel 2021 contava 358.212 battezzati su 390.770 abitanti. È retta dal vescovo Rex Cullingham Ramirez.

## Territorio
La diocesi comprende la provincia filippina di Biliran e quattro comuni nella parte settentrionale della provincia di Leyte.
Sede vescovile è la città di Naval, dove si trova la cattedrale di Nostra Signora del Santissimo Rosario.
Il territorio si estende su 1.162 km² ed è suddiviso in 15 parrocchie.

## Storia
La diocesi è stata eretta il 29 novembre 1988 con la bolla Singulari Qui Dei di papa Giovanni Paolo II, ricavandone il territorio dall'arcidiocesi di Palo.

## Cronotassi dei vescovi
Si omettono i periodi di sede vacante non superiori ai 2 anni o non storicamente accertati.
- Filomeno Gonzales Bactol (29 novembre 1988 - 13 ottobre 2017 ritirato)
- Rex Cullingham Ramirez, dal 13 ottobre 2017

## Statistiche
La diocesi nel 2021 su una popolazione di 390.770 persone contava 358.212 battezzati, corrispondenti al 91,7% del totale.
| anno | popolazione | popolazione | popolazione | presbiteri | presbiteri | presbiteri | presbiteri                | diaconi | religiosi | religiosi | parrocchie |
| anno | battezzati  | totale      | %           | numero     | secolari   | regolari   | battezzati per presbitero | diaconi | uomini    | donne     | parrocchie |
| ---- | ----------- | ----------- | ----------- | ---------- | ---------- | ---------- | ------------------------- | ------- | --------- | --------- | ---------- |
| 1990 | 204.185     | 222.141     | 91,9        | 17         | 13         | 4          | 12.010                    |         | 4         | 2         | 14         |
| 1999 | 273.921     | 291.495     | 94,0        | 28         | 25         | 3          | 9.782                     | 13      | 3         | 27        | 13         |
| 2000 | 278.217     | 295.791     | 94,1        | 30         | 26         | 4          | 9.273                     |         | 4         | 28        | 13         |
| 2001 | 288.148     | 305.084     | 94,4        | 29         | 26         | 3          | 9.936                     |         | 4         | 25        | 13         |
| 2002 | 293.559     | 308.998     | 95,0        | 27         | 23         | 4          | 10.872                    |         | 4         | 28        | 13         |
| 2003 | 297.525     | 312.944     | 95,1        | 26         | 22         | 4          | 11.443                    |         | 4         | 33        | 13         |
| 2004 | 300.421     | 315.846     | 95,1        | 31         | 27         | 4          | 9.691                     |         | 4         | 35        | 13         |
| 2013 | 313.000     | 370.000     | 84,6        | 27         | 25         | 2          | 11.592                    |         | 2         | 50        | 15         |
| 2016 | 310.848     | 374.569     | 83,0        | 31         | 24         | 7          | 10.027                    |         | 10        | 47        | 15         |
| 2019 | 325.160     | 391.938     | 83,0        | 31         | 24         | 7          | 10.489                    |         | 7         | 40        | 15         |
| 2021 | 358.212     | 390.770     | 91,7        | 34         | 28         | 6          | 10.535                    |         | 6         | 45        | 15         |